# Janirella bonnieri
Janirella bonnieri är en kräftdjursart som beskrevs av Knud Hensch Stephensen 1915. Janirella bonnieri ingår i släktet Janirella och familjen Janirellidae. Inga underarter finns listade i Catalogue of Life.